# NGC 7274
NGC 7274 (другие обозначения — PGC 68770, UGC 12026, MCG 6-49-13, ZWG 514.26, NPM1G +35.0458) — эллиптическая галактика (E) в созвездии Ящерица.
Этот объект входит в число перечисленных в оригинальной редакции «Нового общего каталога».